# Schlatenkees
Schlatenkees je údolní ledovec v rakouské spolkové zemi Tyrolsko, který patří k horské skupině Venediger. Má rozlohu 9,28 km a je dlouhý přes šest kilometrů. Jeho maximální tloušťka dosahuje 105 metrů. Ledovec se nachází v nadmořské výšce 2 100 m až 3 670 m.
Schlatenkees leží na území obcí Matrei in Osttirol a Prägraten am Großvenediger v okrese Lienz. Je orientován východním směrem, na rovnou horní část navazuje prudký ledopád. Obklopuje ho Národní park Vysoké Taury a nejvyšší horou v okolí je Großvenediger. Akumulační oblast ledovce se nazývá Oberer Keesboden. Z ledovce vytéká potok Schlatenbach, který patří do povodí Drávy. 
Cesta k ledovci začíná u hotelu Matreier Tauernhaus a vede kolem jezírka Salzbodensee k horské chatě Alte Pragerhütte. Byla zde zřízena naučná stezka Gletscherweg Innergschlöss. 
Schletenkees patří k nejrychleji ustupujícím ledovcům v Alpách, za posledních 200 let se zkrátil o dva kilometry. Podobu ledovce v roce 1840 zachytil na svém obrazu Thomas Ender. Mezi lety 2020 a 2021 bylo zaznamenáno zmenšení ledovce o 54,5 metru. Vzhledem k nestabilním okrajům se turistům nedoporučuje vstupovat na ledovec.